# Кущ, Виктор Максимович
Ви́ктор Макси́мович Кущ (1878—1942) — русский офицер, подполковник Генштаба, затем — украинский военный деятель, генерал-хорунжий армии Украинской народной республики.

## Биография
Из дворян Екатеринославской губернии. Родился в Александровске (ныне Запорожье). Православного вероисповедания. Окончил Александровское городское трёхклассное училище с 6-ти летним курсом обучения.

### Служба в русской армии
По достижении призывного возраста, в июле 1900 года вступил в военную службу рядовым на правах вольноопределяющегося 2-го разряда и в следующем году был направлен на учёбу в Одесское пехотное юнкерское училище, полный курс которого окончил по 1-му разряду в августе 1904 года, с производством из фельдфебелей в подпоручики (со старшинством с 10.08.1903) и с назначением на службу в 15-й стрелковый Его Высочества Князя Черногорского Николая I полк 4-й стрелковой бригады (г. Одесса).
Участник русско-японской войны. 
В 1904 году 15-й стрелковый полк, в составе 4-й стрелковой бригады, укомплектованной запасными чинами по штату военного времени и развёрнутой в дивизию, был отправлен из Одессы на театр военных действий (в Маньчжурию) и принял участие в военных действиях. За боевые отличия подпоручик Кущ был награждён орденом Святой Анны 4-й степени с надписью «За храбрость».
По возвращении с войны в Одессу продолжал службу в полку младшим офицером роты. В ноябре 1907 года, за выслугу лет, был произведен в поручики (со старшинством с 10.08.1907).
В 1909 году командирован на учёбу в Императорскую Николаевскую военную академию (г. С.-Петербург), курс наук которой окончил в 1912 году по 1-му разряду (одновременно с ним академию закончили будущие украинские генералы Капустянский Николай и Сальский Владимир).
В ноябре 1911 года, за выслугу лет, был произведен в штабс-капитаны (со старшинством с 10.08.1911).
По окончании академии был причислен к Генеральному штабу. Приказом по Генштабу, с мая 1913 года прикомандирован на 1 год к 60-му пехотному Замосцкому полку (г. Одесса) для прохождения цензового командования ротой.
Участник Первой мировой войны. 
В ноябре 1914 года был произведен в капитаны, со старшинством с 10.08.1913, и назначен (с переводом в Генеральный штаб) старшим адъютантом штаба Очаковской крепости; 19 мая 1915 года назначен старшим адъютантом штаба 3-й дивизии Государственного ополчения.
С 4 августа 1915 года — старший адъютант штаба 104-й пехотной дивизии. С 5 марта 1916 года — штаб-офицер для поручений при штабе 4-го Сибирского армейского корпуса (с 15 августа 1916 года — Генерального штаба подполковник со старшинством с 06.12.1915).
С 11 марта 1917 года — исполняющий должность начальника штаба 161-й пехотной дивизии, с 14 августа 1917 года —  исполняющий должность начальника штаба 121-й пехотной дивизии.
В июле 1917 года был контужен и отравлен газами. За боевые отличия и отлично-усердную службу в годы текущей войны был награждён тремя орденами.

### Служба в украинской армии
С августа 1918 года — начальник оперативного отдела штаба Волынского корпуса вооружённых сил Украинской державы, с 13 ноября 1918 года — начальник штаба кадрированной 13-й пехотной дивизии; войсковой старшина.
С января 1919 года — начальник организационного отдела Главного управления Генерального штаба армии УНР, позднее — начальник разведки разведотдела штаба Действующей армии УНР, начальник штабов 1-го корпуса, затем Запорожской группы войск Действующей армии УНР; полковник.
После поражения армии УНР, с декабря 1919 по март 1920 года был интернирован польскими властями.
Участник советско-польской войны на стороне поляков. 
С 19 марта 1920 года служил в Генеральном штабе Действующей армии УНР (2-го формирования), воевавшей с Красной армией в составе Войска Польского.
С 5 октября 1920 года — генерал-хорунжий.

### В эмиграции
В ноябре 1920 года вместе с остатками украинской армии был повторно интернирован польскими властями. С 1923 года жил в Калише.
С марта 1927 года — начальник Генерального штаба при Военном министерстве правительства УНР в изгнании. Наладил издание журнала «Табор», был его редактором до 1939 года. Соорганизатор Украинского военно-исторического общества в Польше. Автор многих публикаций по истории революции на Украине.
Умер 21 ноября 1942 года в Варшаве. Похоронен на православной части варшавского городского кладбища «Воля».

## Награды
- Орден Святой Анны 4-й степени с надписью «За храбрость» (1905)
- Медаль «В память русско-японской войны» (1907)
- Орден Святого Станислава 3-й степени «за отличные успехи в науках, окончившим Императорскую Николаевскую военную академию» (ВП от 19.05.1912)
- Медаль «В память 300-летия царствования дома Романовых» (1913)
- Орден Святой Анны 3-й степени (ВП от 03.11.1915)
- Орден Святого Станислава 2-й степени с мечами (ВП от 02.07.1916)
- Орден Святой Анны 2-й степени с мечами (Утверждено 21.02.1917; Дополнение к ПАФ от 04.03.1917)

Знак отличия УНР:
- Крест Симона Петлюры (в конце 1930-х годов)